# Brat 2
Brat 2 (russisk: Брат 2) er en russisk spillefilm fra 2000 af Aleksej Balabanov.

## Medvirkende
- Sergej Bodrov som Danila Bagrov
- Viktor Sukhorukov	som Viktor Bagrov
- Kirill Pirogov som Ilja Setevoj
- Aleksandr Djatjenko som Konstantin Gromov/Dmitrij Gromov
- Sergej Makovetskij som Valentin Edgarovitj Belkin